# WWE European Championship
WWE European Championship var en sekundær titel i World Wrestling Entertainment, der eksisterede fra 1997 til 2002. På trods af navnet er der kun to europæiske wrestlere, der har været indehaver af titlen: British Bulldog og William Regal. 
Titlen startede under navnet WWF European Championship og blev anerkendt som en titel, der var lidt mindre prestigefuld end WWF Intercontinental Championship (en anden sekundær titel i World Wrestling Federation). Den første mester blev kåret i en titelturnering i Tyskland, som blev vundet af British Bulldog. I 2002 skiftede WWF navn til World Wrestling Entertainment, og derfor skiftede titlen også navn. WWE European Championship blev dog deaktiveret samme år, da Rob Van Dam forenede bæltet med WWE Intercontinental Championship. 
| Sport | Spire Denne artikel om sport er en spire som bør udbygges. Du er velkommen til at hjælpe Wikipedia ved at udvide den. |